# Monumento aos Bandeirantes (Santana de Parnaíba)
O Monumento aos Bandeirantes é um conjunto escultórico localizado em Santana de Parnaíba. Foi criado por Murilo Sá Toledo e inaugurado em 2006. Compõem a obra: dois pórticos e 23 esculturas de bronze, que retratam personalidades importantes para a cidade, como os bandeirantes, Susana Dias e André Fernandes.
O monumento tem 60 metros de comprimento e 20 metros de largura. Foi instalado no trevo que dá acesso ao Centro Histórico.

## Galeria

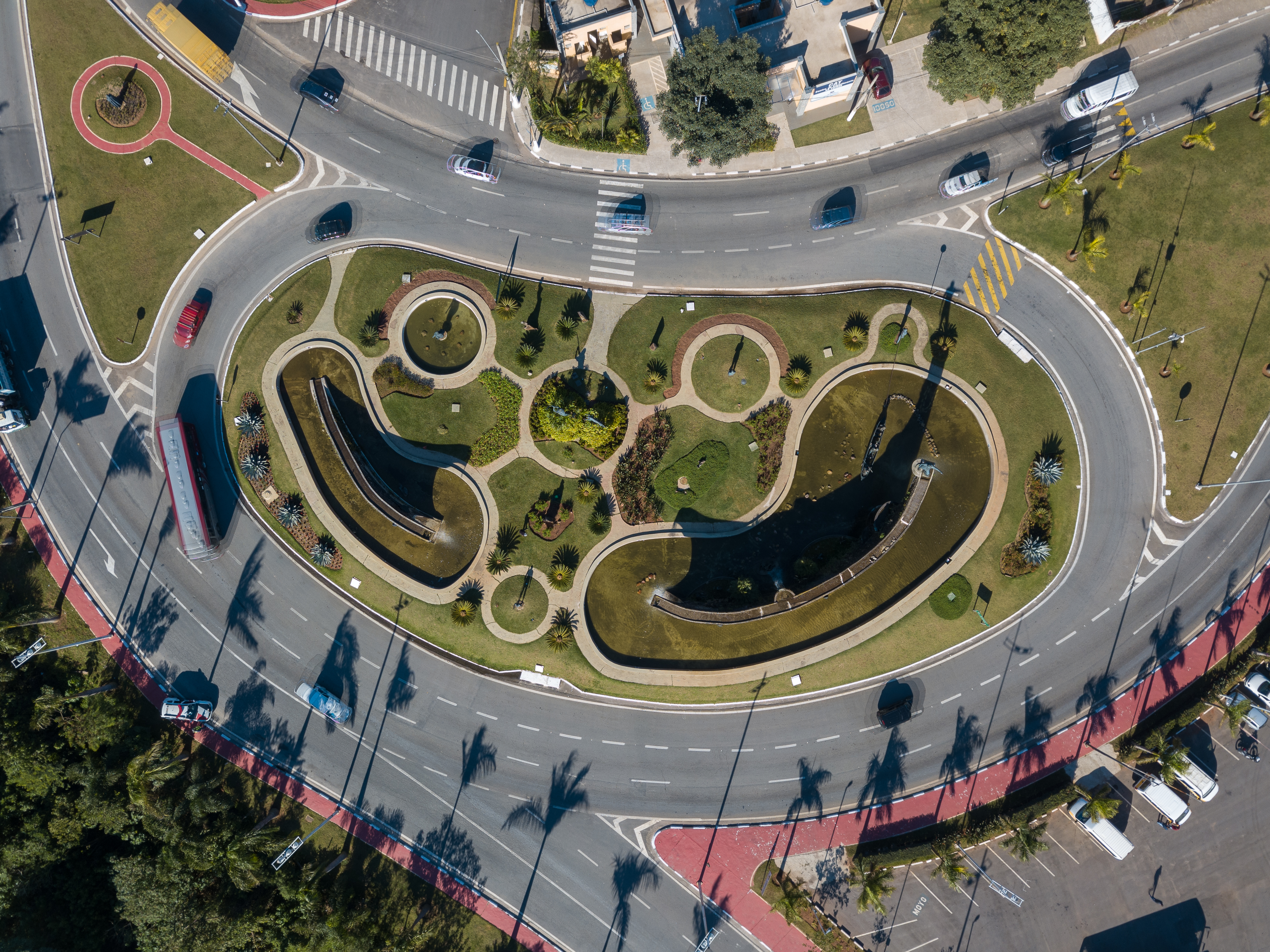
Visão aérea do Monumento
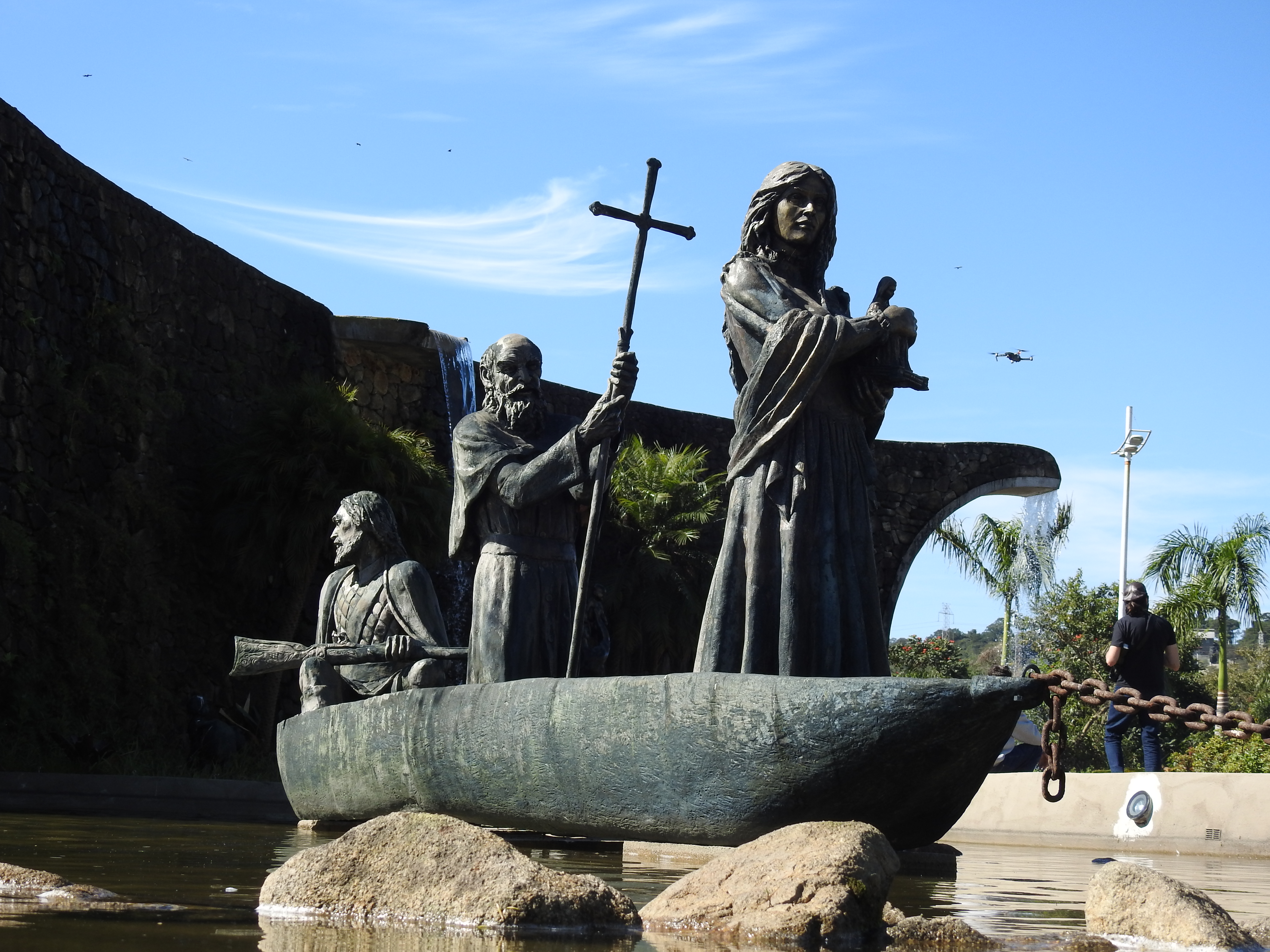
André Fernandes, padre Guilherme Pompeu e Susana Dias
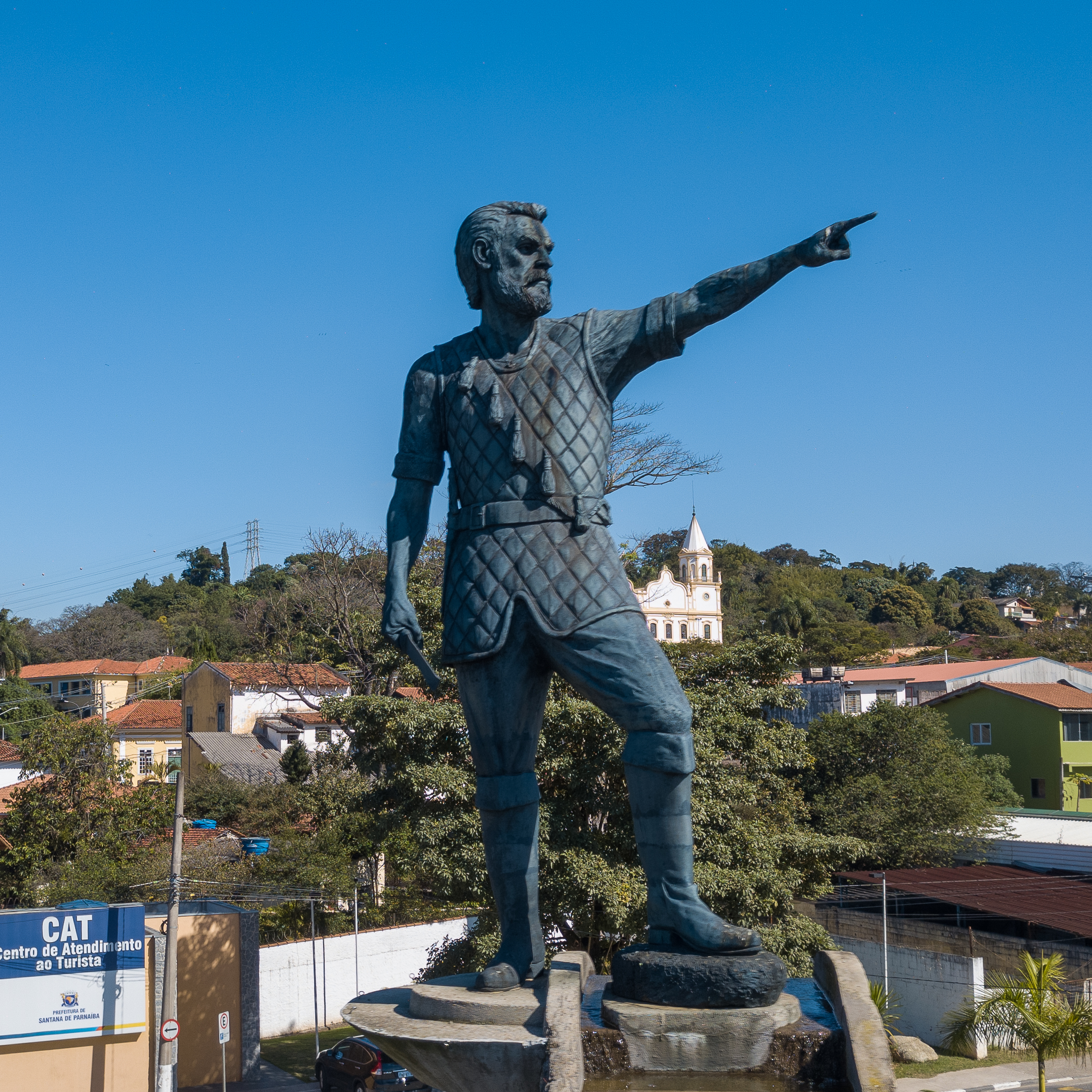
O idealismo
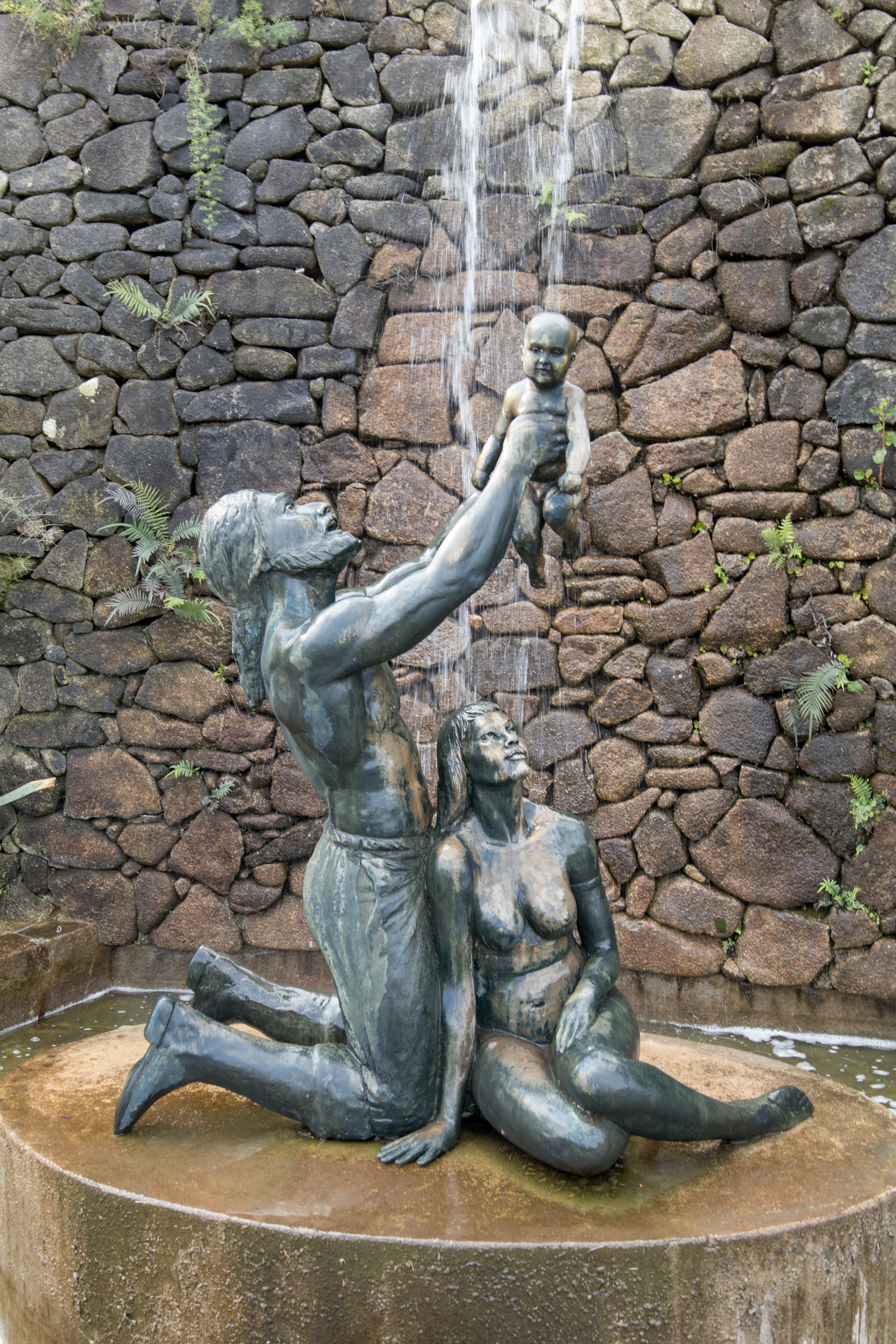
O nascimento do povo brasileiro (caboclo)
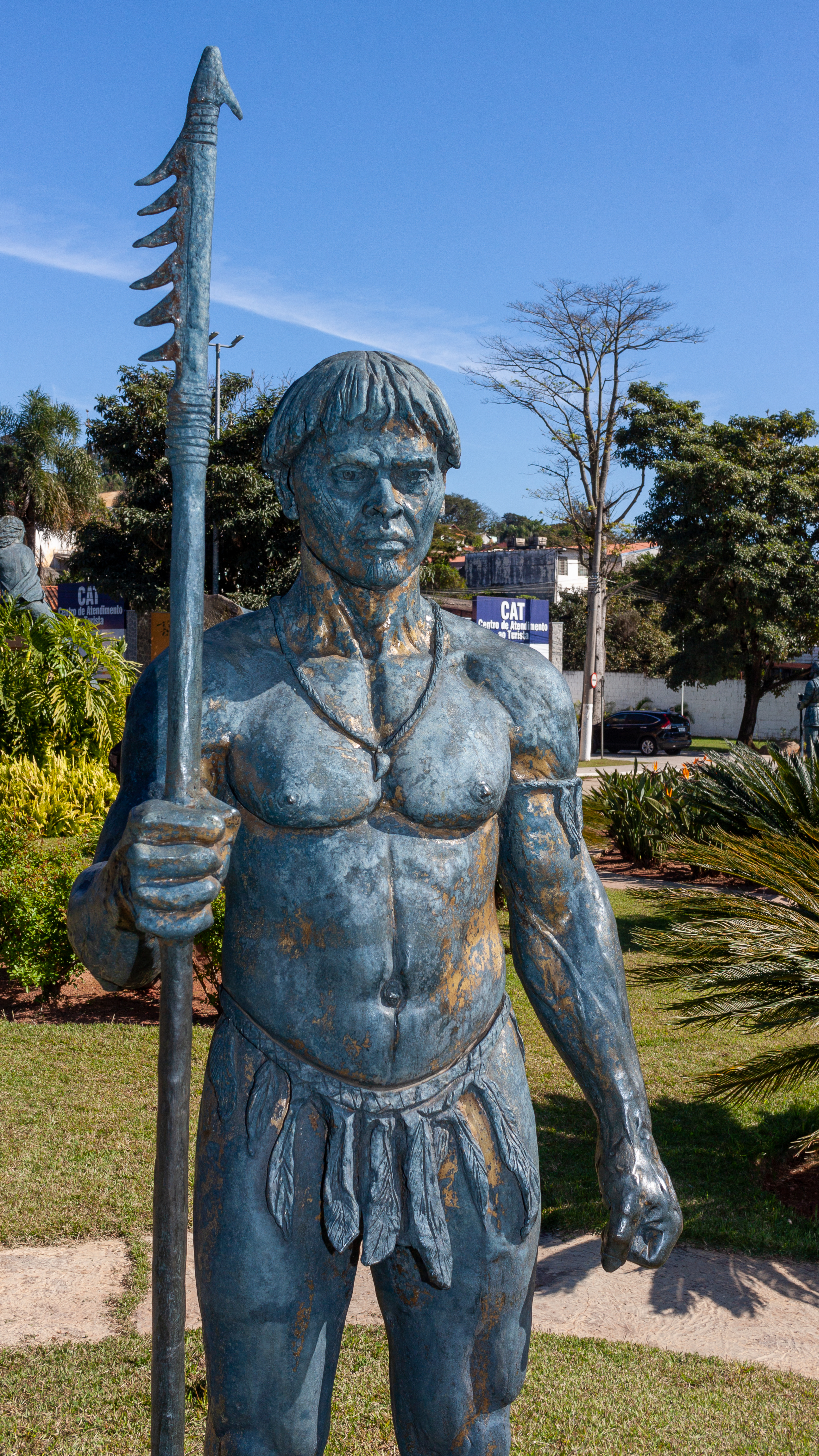
O indígena
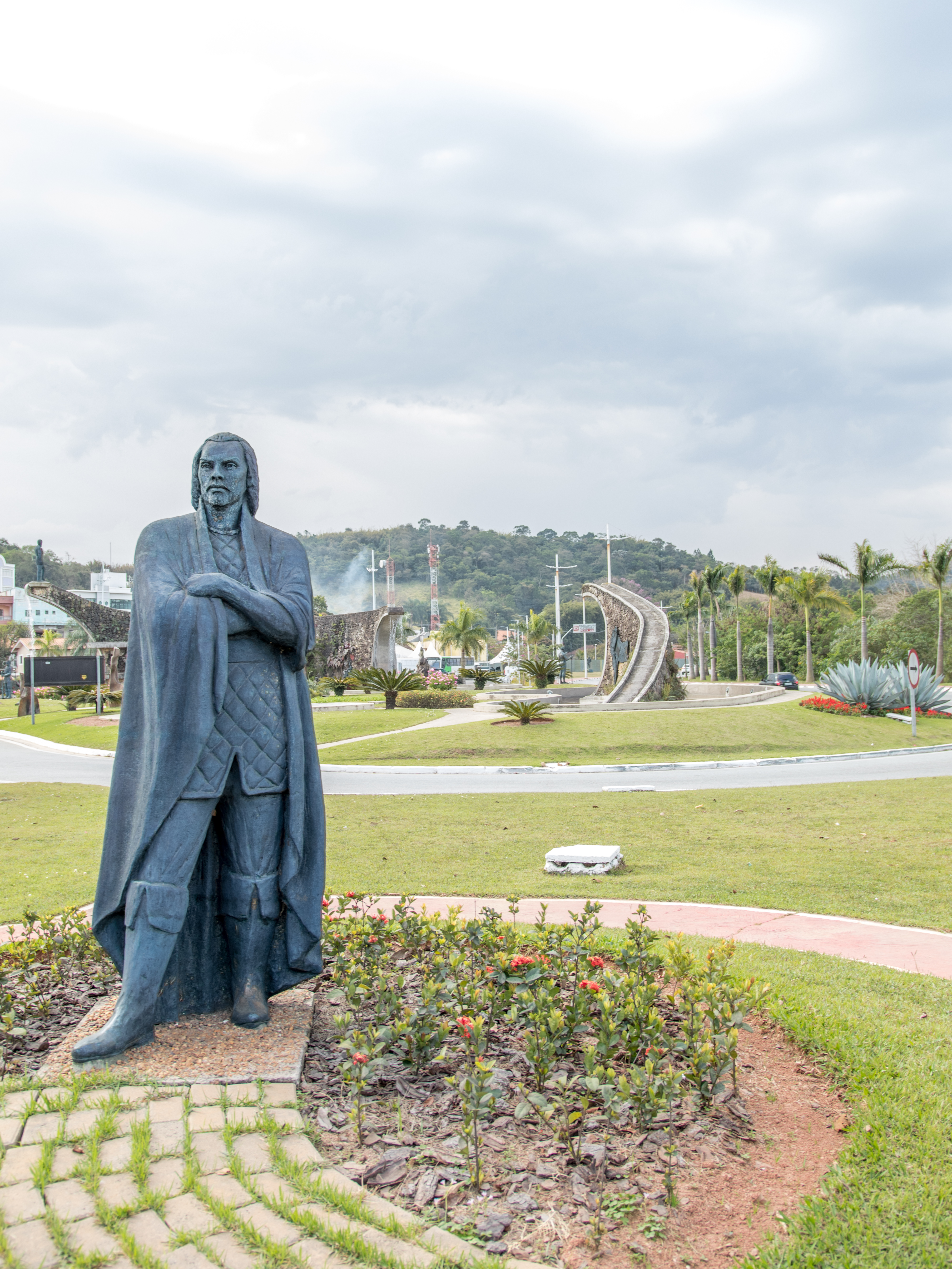
Raposo Tavares
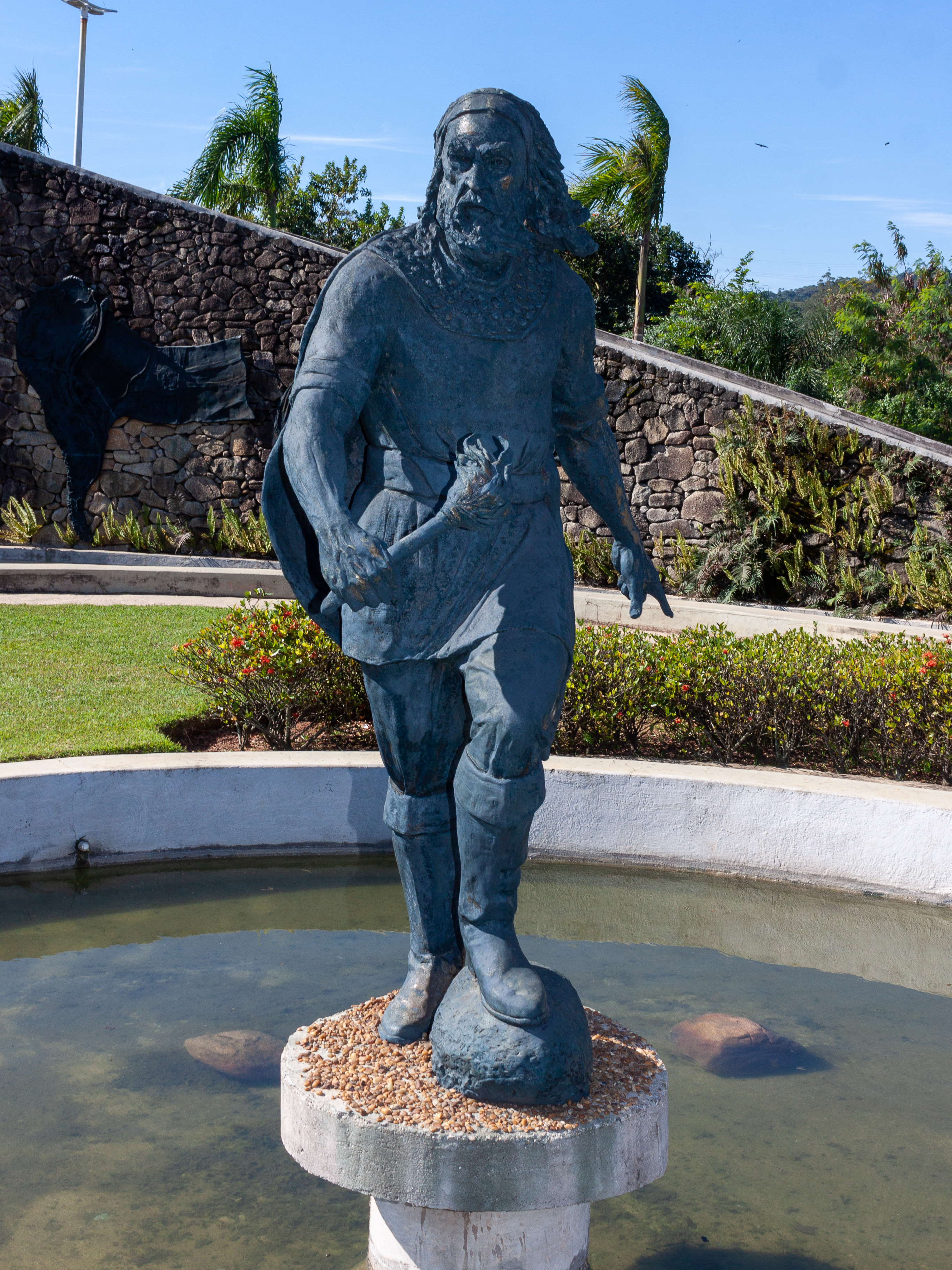
Anhanguera
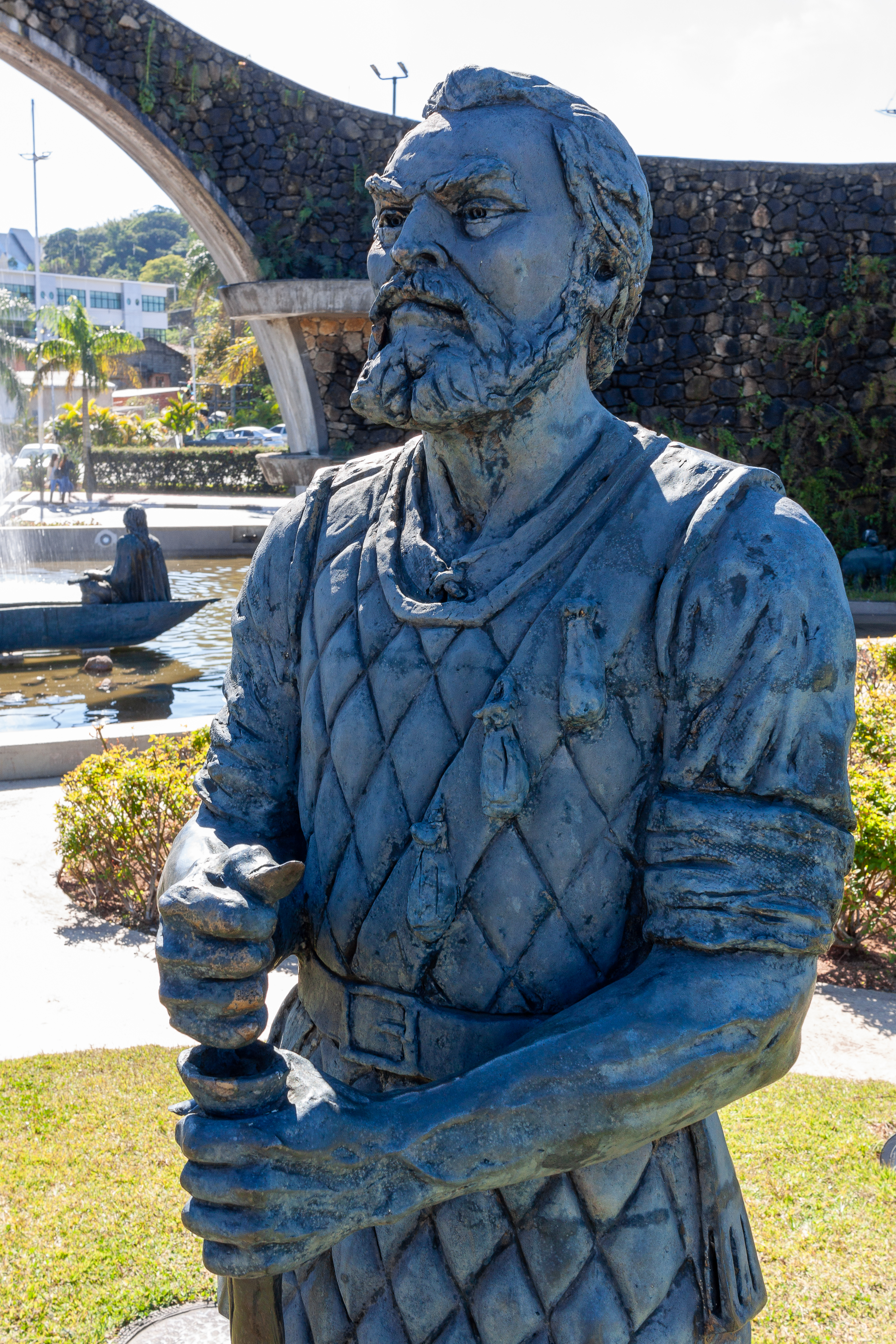
Domingos Jorge Velho
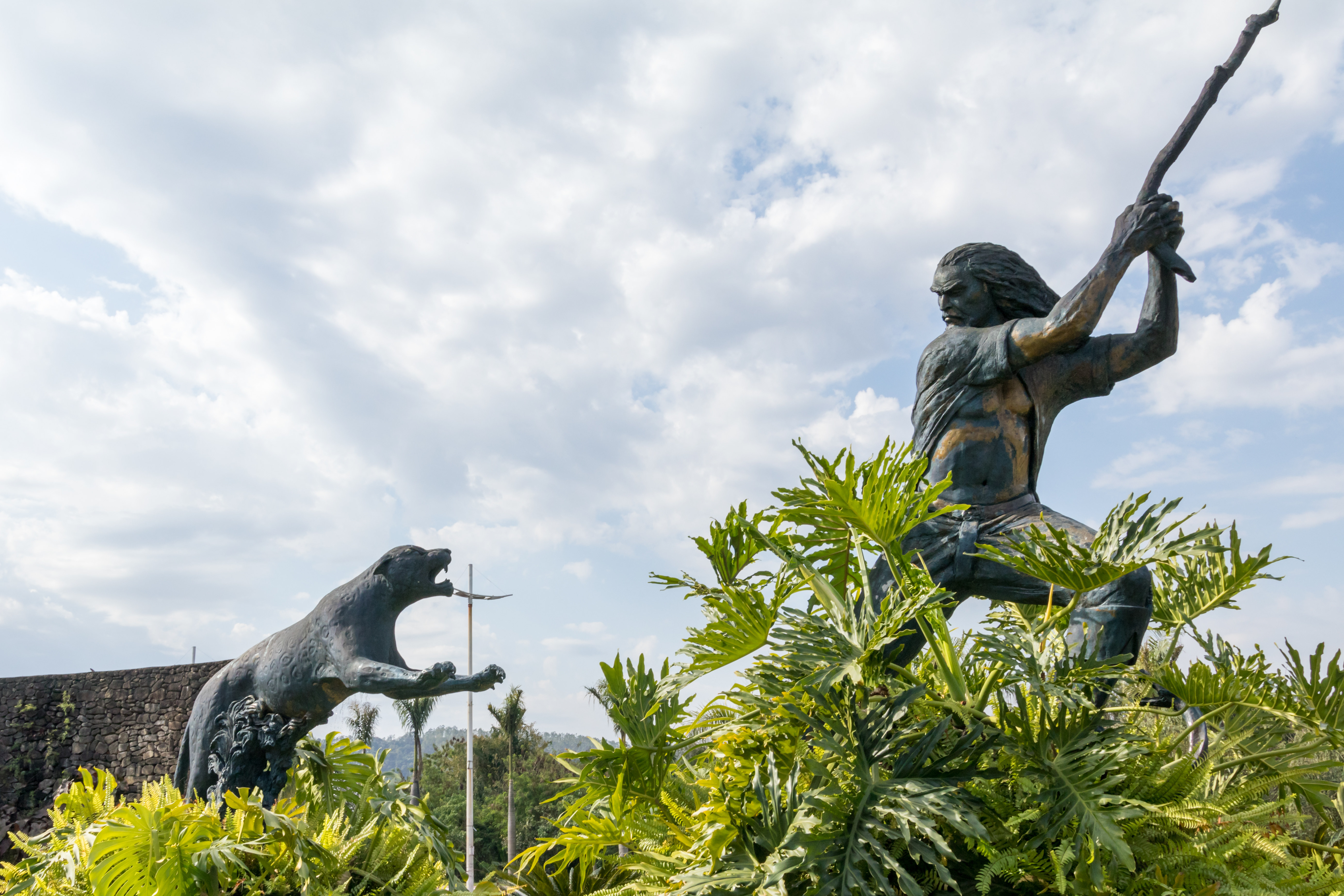
A coragem, um bandeirante enfrentando uma onça.
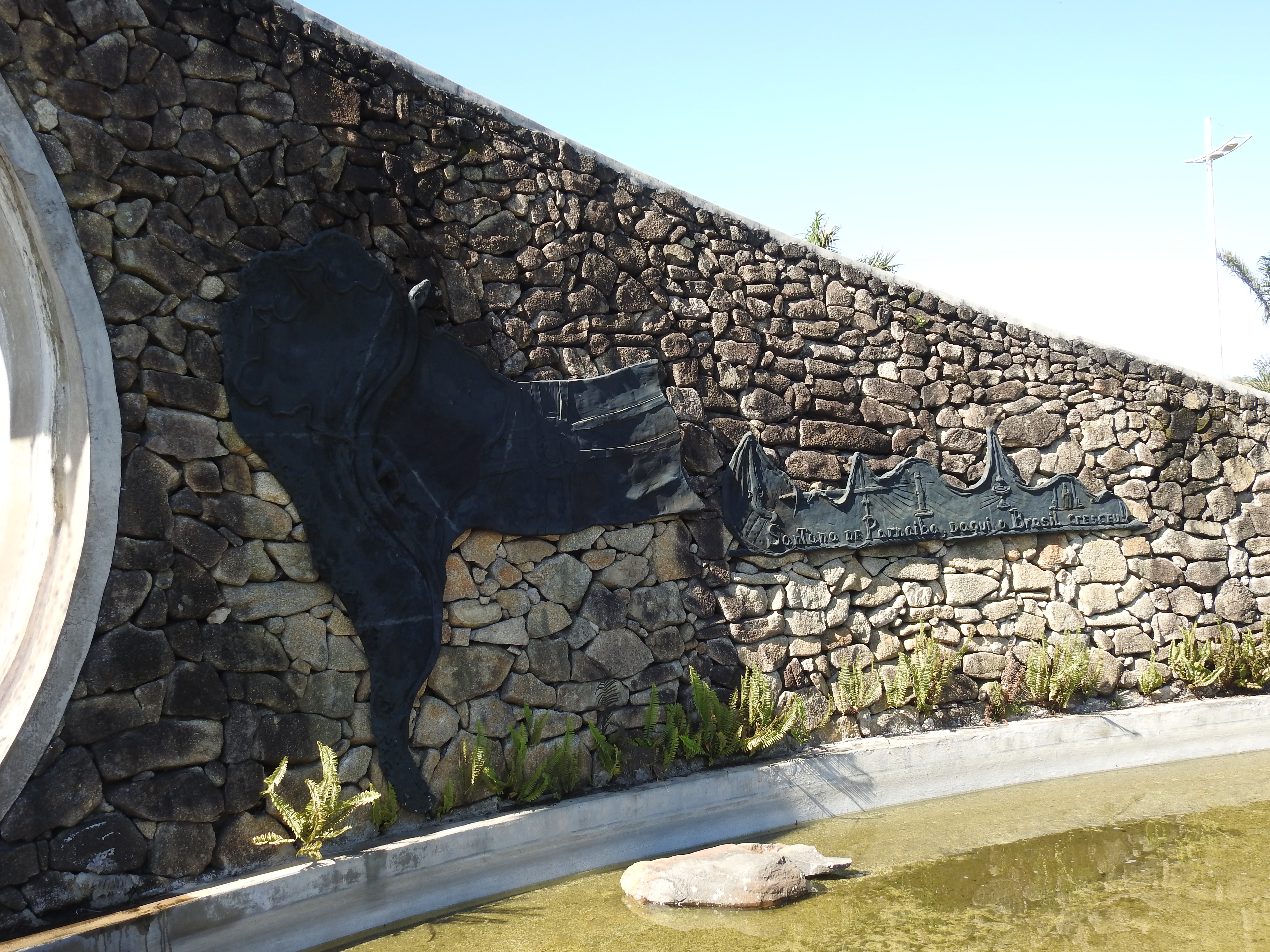
Mapa da América do Sul com o Brasil, e uma representação da Serra do Mar (a Muralha) com o nome da cidade.
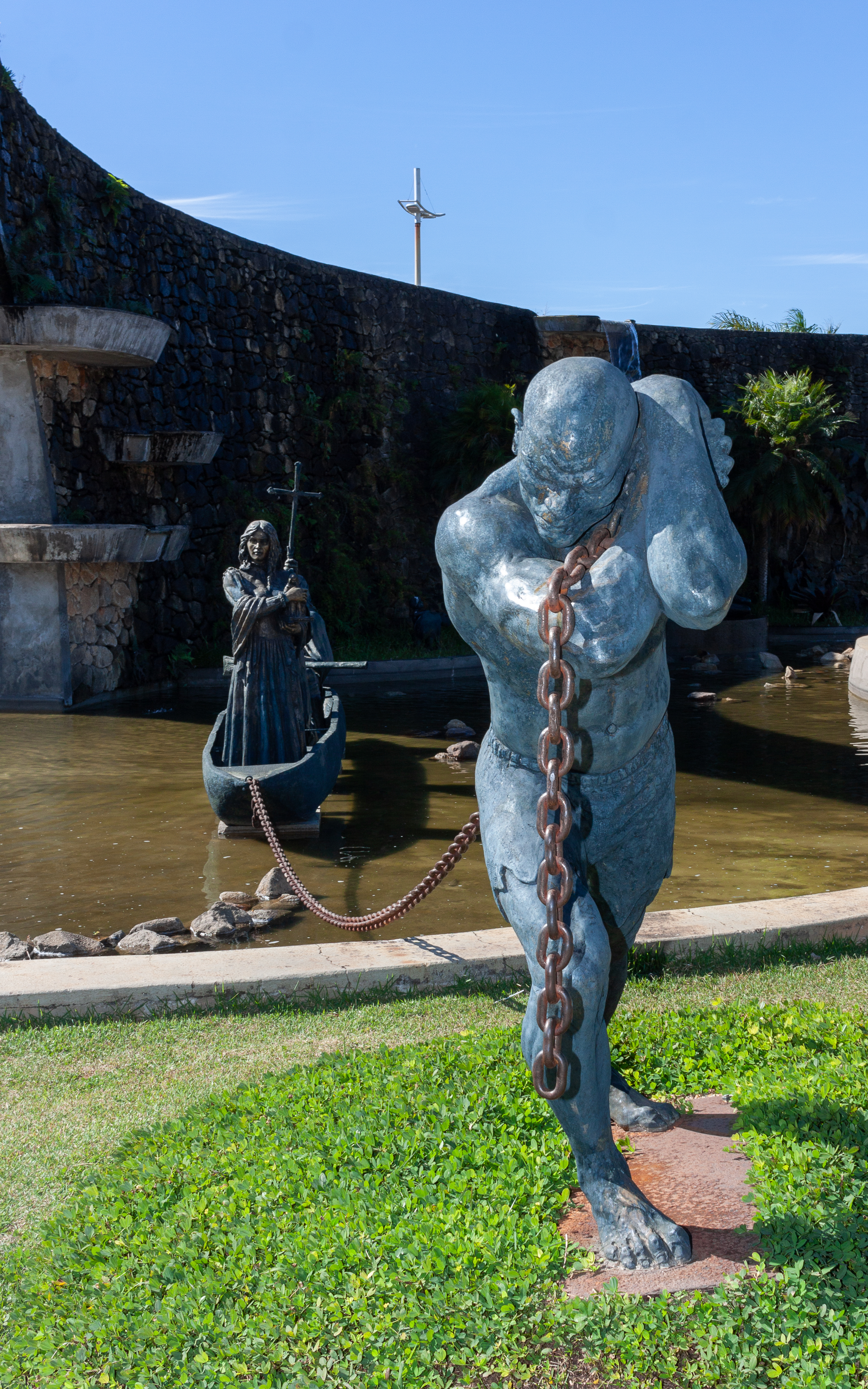
Homem negro puxando a canoa dos fundadores da cidade.
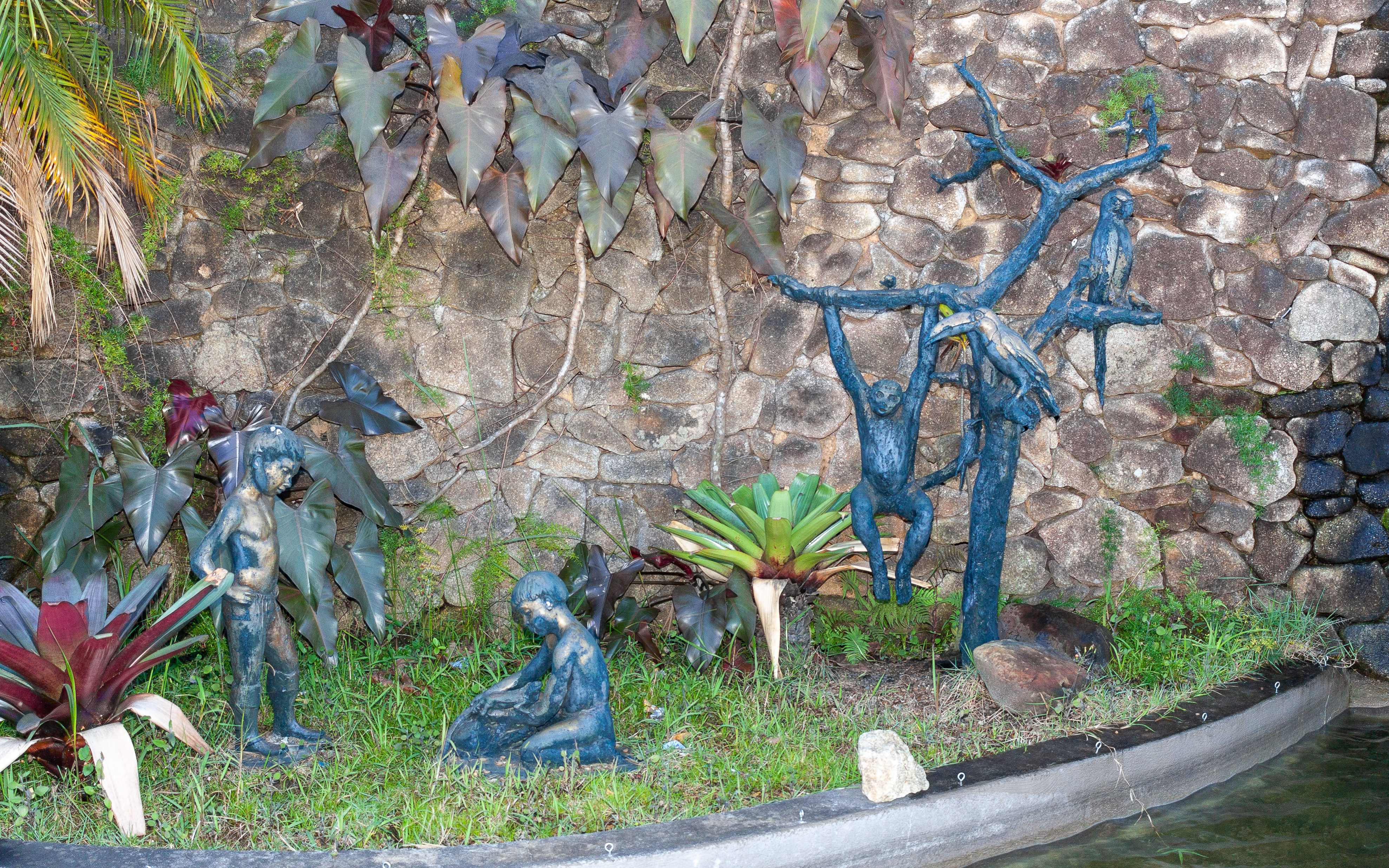
Crianças indígenas, um macaco, um tucano, um psittacidae e um pica-pau na árvore.
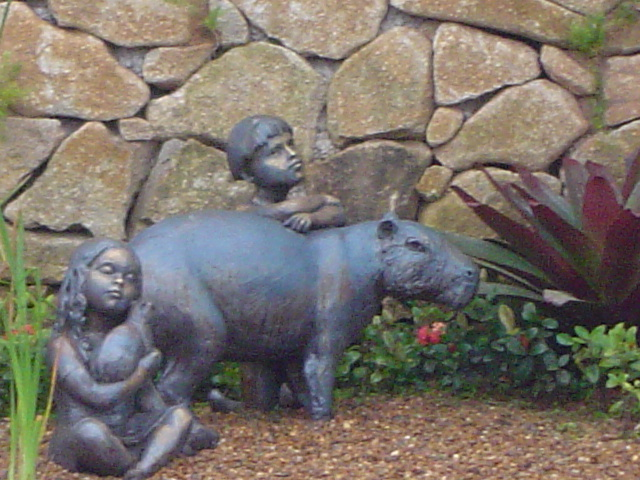
Crianças caboclas, e uma capivara.
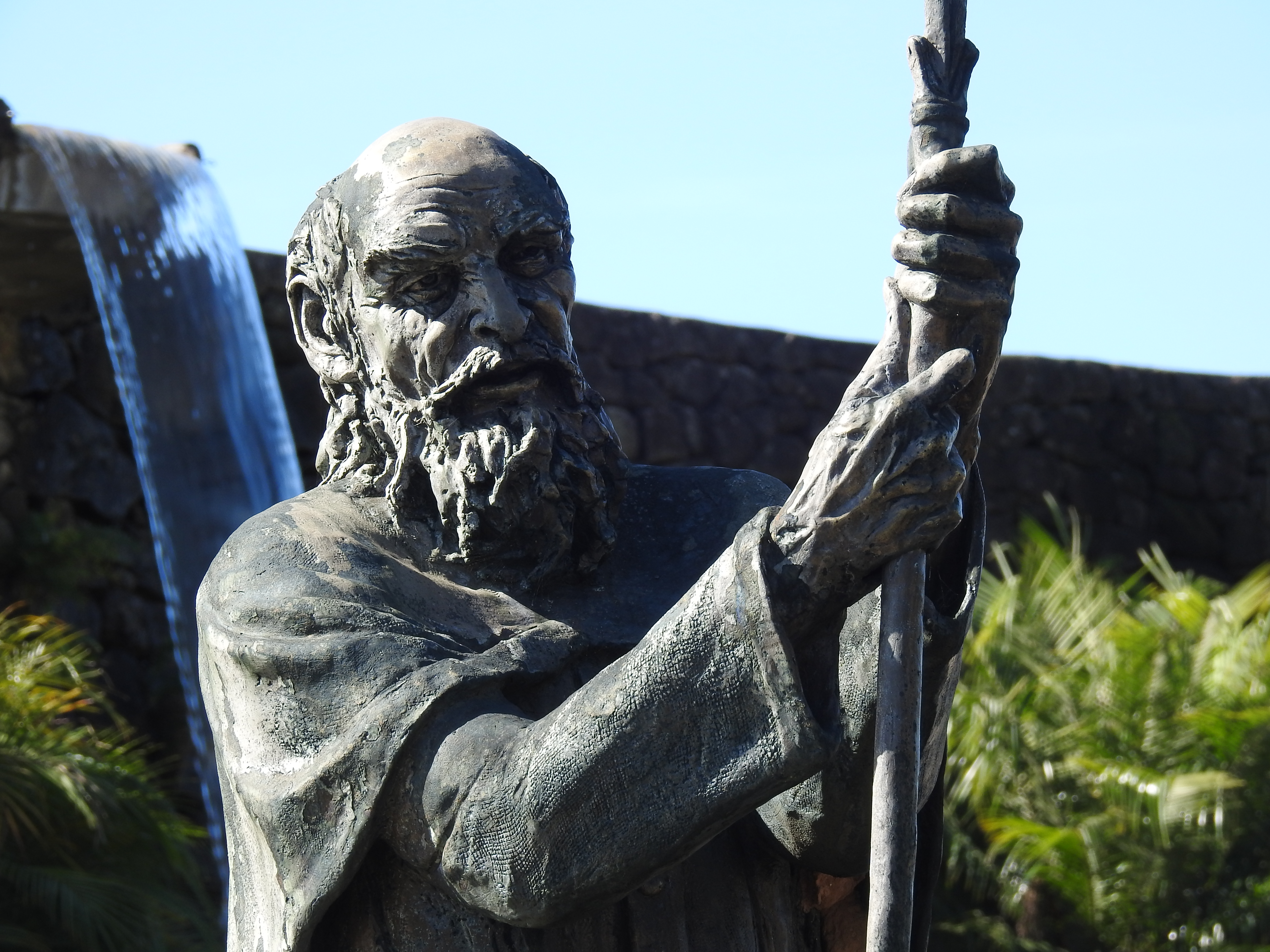
Padre Guilherme Pompeu